# Candinho
José Cândido Sotto Maior, meglio noto come Candinho (San Paolo, 18 gennaio 1945), è un allenatore di calcio brasiliano.

## Palmarès

### Competizioni nazionali
- Campionato saudita di calcio: 2

Al-Hilal: 1985
Al-Hittiad: 2007
- Coppa del Re: 6

Al-Hilal: 1984

### Competizioni statali
- Campeonato Gaúcho: 1

Gremio: 1986
- Taça Guanabara: 1

Flamengo: 1988
- Taça Rio: 1

Fluminense: 1990
- Campionato Baiano: 2

Bahia: 1991
Vitoria: 1997
- Campionato del Nordest: 2

Vitoria: 1997
Bahia: 2002
- Campionati paulisti: 2

Corinthians: 1997, 2001

### Competizioni internazionali
- Champions League asiatiche: 2

Al-Hittiad: 2004, 2005
- Champions League araba: 1

Al-Hittiad: 2005